# Stepan Charnestky
Stepan Mykolayovych Charnetsky (o Charnetskii; ucraniano: Чарнецький, Степан; Čarnets'kyj) fue un poeta, traductor, periodista, crítico teatral y musical, director y productor de teatro ucraniano. Nació el  21 de enero de 1881 en Shmankivtsi, condado de Chortkiv, en Galitzia, entonces Austria-Hungría (Óblast de Ternópil – Ucrania) y falleció el 2 de octubre de 1944 en Leópolis , cuando formaba parte de la Unión de Repúblicas Socialistas Soviéticas (URSS).
Fue miembro del grupo de escritores Moloda Muza. Entre los años 1913-14 estuvo a cargo del Teatro Ruska Besida en Leópolis. En 1914 compuso la marcha popular “Oi u luzi chervona kalyna” (“Oh, el viburnum rojo en el prado”) que se convirtió en canción homenaje de los fusileros de Sich, canción patriótica durante la Primera Guerra Mundial y símbolo de la resistencia a la invasión rusa de Ucrania de 2022.

## Biografía
Era el decimotercer hijo de una familia campesina. Su padre fue el Mykola Charnetsky, quien murió de fiebre tifoidea poco después de su nacimiento. Su madre fue Vladislav Eckhardt-Charnetska. Fue a la escuela en Stanislavov y luego estudió en la Real Academia Técnica Tsisars de Leópolis (Universidad Nacional Politécnica de Leópolis ). Luego trabajó en la misma ciudad como ingeniero. Durante la Primera Guerra Mundial, fue subjefe de la estación ferroviaria No. 5 Leópolis-Stryi, Leópolis-Sambor.
Formó parte del grupo de escritores modernistas de la Ucrania austríaca conocido como Moloda Muza (la joven musa) que surgió en 1906, junto con Volodymyr Birchak, Mykhailo Iatskiv, Petro Karmansky, Ostap Lutsky, Vasyl Pachovsky, Osyp Turiansky y Sydir. Tverdokhlib. Fue editor de las revistas La voz ucraniana (1915) y el Heraldo ucraniano.
Se casó con Iryna Popovachak-Charnetska y tuvieron dos hijas, Olesya y Oleksandra.

## Obra literaria
Coeditó (en 1916–18) el diario Ukraïns’ke slovo (1915–18) y luego el semanario Ukraïns’ke slovo (1922–5) y escribió folletería bajo el seudónimo de Tyberii Horobets. Publicó varias colecciones de poesía: V hodyni sumerku (En la hora del crepúsculo, 1908), V hodyni zadumy (En la hora de la contemplación, 1917), Sumni idem (Infelices vamos, 1920). Sus cuentos y folletería aparecieron en varias colecciones: Dykyi vynohrad (Uvas silvestres, 1921), Kvity i budiache (Flores y cardos, 1922), Z moioho zapysnyka (De mi cuaderno, 1922) y la colección abreviada póstuma Vybrane (Selecciones, 1959). Charnetsky también tradujo obras polacas y alemanas y escribió Narys istoriï ukraïns'koho teatru v Halychyni (Un resumen de la historia del teatro ucraniano en Galitzia, 1934).

## Biografías
Una monografía sobre él, Melankholiia Stepana Charnets'koho de Nadiia Morykvas, se publicó en Leópidas en 2005.